# 費里嶺
75°1′S 113°41′W / 75.017°S 113.683°W
費里嶺（英語：Ferri Ridge）是南極洲的山嶺，位於瑪麗伯德地，處於科勒嶺以北的西蒙斯冰川的西岸，美國地質調查局根據測量和該國海軍的空中照片繪入地圖，現時由南極條約體系管理。